# Squalius alburnoides
El calandino (Squalius alburnoides) es un pez de la familia Cyprinidae, endémico de la península ibérica.
Los machos pueden llegar a alcanzar los 25 cm de longitud total. Se alimenta de invertebrados, en especial pequeños crustáceos y larvas de insectos.
Es un pez de agua dulce y de clima templado que se distribuye únicamente por el suroeste de la península ibérica, en las cuencas de los ríos Duero, Tajo, Guadiana y Guadalquivir, y en las cuencas menores que desembocan en el Atlántico al sur de Oporto. Está amenazado por la compartimentación de sus poblaciones debido a las presas y azudes de ríos y arroyos intermitentes donde habita, y por la predación que ejercen sobre él especies introducidas como el lucio, la perca americana y la lucioperca.
Esta especie se originó como un híbrido que ahora se reconoce como especie y que consiste únicamente de machos diploides. Los machos se aparean con hembras triploides que son híbridos actuales. Estas hembras producen óvulos haploides con cromosomas idénticos a los de los machos. Estos apareamientos aparentemente producen solo machos.